# Elecciones presidenciales de la República de China de 1954
La elección del 2º presidente y vicepresidente de la República de China se celebró el 22 de marzo de 1954 en Taipéi, Taiwán.
Con un electorado de 3.045 miembros del Yuan Legislativo, aproximadamente la mitad de ellos no vinieron a Taiwán. Con una participación del 51.7%, el titular Kuomintang Chiang Kai-shek con su compañero de fórmula Chen Cheng derrotó Partido Socialista Democrático de China Hsu Fu-lin en la victoria aplastante al ganar 1507 votos por 48 votos.

## Resultados
| Partido         | Partido                                 | Candidato       | Votos | Porcentaje |
| --------------- | --------------------------------------- | --------------- | ----- | ---------- |
|                 | Kuomintang                              | Chiang Kai-shek | 1,507 | 96.91%     |
|                 | Partido Socialista Democrático de China | Hsu Fu-lin      | 48    | 3.09%      |
| Votos Inválidos | Votos Inválidos                         | Votos Inválidos | 20    | 95.7%      |
| Total           | Total                                   | Total           | 1,575 | 100.00%    |